# Lama de Arcos
Lama de Arcos ist eine Gemeinde (Freguesia) im portugiesischen Kreis Chaves. In ihr leben 291 Einwohner (Stand 19. April 2021).